# Cheilotrichia microtrichiata
Cheilotrichia microtrichiata là một loài ruồi trong họ Limoniidae. Chúng phân bố ở miền Cổ bắc.